# Тейз-Веллі (Західна Вірджинія)
Тейз-Веллі (англ. Teays Valley) — переписна місцевість (CDP) в США, в окрузі Патнем штату Західна Вірджинія. Населення — 14 350 осіб (2020).

## Географія
Тейз-Веллі розташований за координатами 38°26′50″ пн. ш. 81°55′25″ зх. д. / 38.44722° пн. ш. 81.92361° зх. д. (38.447204, -81.923561).  За даними Бюро перепису населення США в 2010 році переписна місцевість мала площу 18,83 км², з яких 18,58 км² — суходіл та 0,25 км² — водойми.

## Демографія
Згідно з переписом 2010 року, у переписній місцевості мешкало 13 175 осіб у 5203 домогосподарствах у складі 3879 родин. Густота населення становила 700 осіб/км².  Було 5438 помешкань (289/км²).
Расовий склад населення:
| - 95,3 % — білих - 1,6 % — чорних або афроамериканців - 1,6 % — азіатів - 0,1 % — вихідців з тихоокеанських островів - 0,1 % — корінних американців |

До двох чи більше рас належало 1,1 %. Частка іспаномовних становила 1,0 % від усіх жителів.
За віковим діапазоном населення розподілялося таким чином: 23,9 % — особи молодші 18 років, 60,3 % — особи у віці 18—64 років, 15,8 % — особи у віці 65 років та старші. Медіана віку мешканця становила 41,3 року. На 100 осіб жіночої статі у переписній місцевості припадало 91,1 чоловіків;  на 100 жінок у віці від 18 років та старших — 87,8 чоловіків також старших 18 років.
Середній дохід на одне домашнє господарство  становив 85 554 долари США (медіана — 70 419), а середній дохід на одну сім'ю — 95 544 долари (медіана — 81 833). Медіана доходів становила 72 876 доларів для чоловіків та 42 850 доларів для жінок. За межею бідності перебувало 6,8 % осіб, у тому числі 6,0 % дітей у віці до 18 років та 1,9 % осіб у віці 65 років та старших.
Цивільне працевлаштоване населення становило 6490 осіб. Основні галузі зайнятості: освіта, охорона здоров'я та соціальна допомога — 29,7 %, роздрібна торгівля — 11,4 %, мистецтво, розваги та відпочинок — 10,7 %.